# رندکم
رندکم (به انگلیسی: Rendcomb) یک روستا و محله مدنی در بریتانیا است که در Cotswold واقع شده‌است.